# Podophyllum trilobulum
Podophyllum trilobulum är en berberisväxtart som beskrevs av Julian Mark Hugh Shaw. Podophyllum trilobulum ingår i släktet fotblad, och familjen berberisväxter. Inga underarter finns listade i Catalogue of Life.